# Uruguai nos Jogos Pan-Americanos de 2011
O Uruguai participou dos Jogos Pan-Americanos de 2011 em Guadalajara, no México.

## Medalhas
| Atleta                               | Esporte      | Prova                     | Medalha |
| ------------------------------------ | ------------ | ------------------------- | ------- |
| Carlos Buzzo Enzo Cazzola            | Pelota basca | Pelota de goma trinquete  | Prata   |
| Enzo Cazzola Pablo Baldizan          | Pelota basca | Pelota de couro trinquete | Prata   |
| Maria Jimena Miranda Camila Naviliat | Pelota basca | Pelota de goma trinquete  | Prata   |
| Pablo Defazio Manfredo Finck         | Vela         | Snipe                     | Bronze  |
| Seleção Uruguaia de Futebol          | Futebol      | Masculino                 | Bronze  |

## Desempenho

### Levantamento de peso
Masculino
| Atleta       | Categoria | Resultado (kg) | Resultado (kg) | Resultado (kg) | Posição |
| Atleta       | Categoria | Arranque       | Arremesso      | Total          | Posição |
| ------------ | --------- | -------------- | -------------- | -------------- | ------- |
| Mauro Acosta | Até 62 kg | 86             | 124            | 210 kg         | 8º      |

### Remo
| Atleta                                                             | Prova                           | Elim.   | Elim.     | Repescagem | Repescagem | Final   | Final          |
| Atleta                                                             | Prova                           | Tempo   | Pos.      | Tempo      | Pos.       | Tempo   | Pos.           |
| ------------------------------------------------------------------ | ------------------------------- | ------- | --------- | ---------- | ---------- | ------- | -------------- |
| Jhonatan Esquivel                                                  | Skiff simples masculino         | 7:54.38 | 5º/bat. 1 | 7:45.16    | 4º/rep. 1  | 7:25.48 | 10º/4º Final B |
| Emiliano Dumestre Rodolfo Collazo                                  | Skiff duplo peso leve masculino | 6:50.29 | 4º/bat. 1 | 6:51.25    | 3º/rep. 1  | 6:44.89 | 7º/1º Final B  |
| Jhonatan Esquivel German Anchieri Martin Saldivia Leandro Salvagno | Skiff quádruplo masculino       | 6:29.05 | 4º/bat. 1 |            |            | 6:07.84 | 5º             |

Legenda
| Recorde mundial                  | Recorde mundial (World record)               |                       | Recorde africano                      | Recorde africano (African) |                                           | Q | Classificado por posição (Qualified) |
| Recorde dos Jogos Pan-Americanos | Recorde pan-americano (Pan-American record)  | Recorde da América    | Recorde da América (Americas)         | q                          | Classificado por melhor tempo (Qualified) |   |                                      |
| Melhor marca do ano              | Melhor marca do ano (World leading)          | Recorde asiático      | Recorde asiático (Asian)              | DNS                        | Não largou (Did not start)                |   |                                      |
| Recorde nacional                 | Recorde nacional (National record)           | Recorde europeu       | Recorde europeu (European)            | DNF                        | Não terminou (Did not finish)             |   |                                      |
| Recorde pessoal                  | Recorde pessoal do atleta (Personal best)    | Recorde da Oceania    | Recorde da Oceania (Oceania)          | DSQ / DQ                   | Desclassificado (Disqualified)            |   |                                      |
| Recorde da temporada             | Recorde da temporada do atleta (Season best) | Recorde sul-americano | Recorde sul-americano (South America) | NM                         | Sem marca (No mark)                       |   |                                      |